# 月浦崇
月浦 崇（つきうら たかし、1972 -）は、日本の認知神経科学者。京都大学大学院人間・環境学研究科認知・行動科学講座教授。

## 人物・経歴
宮城県出身。宮城県仙台第一高等学校を経て、1996年東北大学教育学部教育心理学科卒業。1998年東北大学大学院医学系研究科博士課程前期障害科学専攻修了、修士（障害科学）。2000年日本学術振興会特別研究員。2001年東北大学大学院医学系研究科博士課程後期障害科学専攻修了、博士（障害科学）。同年産業技術総合研究所脳神経情報研究部門研究員。2006年デューク大学認知神経科学センター客員研究員。2008年東北大学加齢医学研究所脳機能開発研究分野准教授。2011年京都大学大学院人間・環境学研究科認知・行動科学講座准教授。2017年京都大学大学院人間・環境学研究科認知・行動科学講座教授。

## 受賞歴
- Travel Award Organization for Human Brain Mapping  2000[6]
- 日本心理学会国際賞（奨励賞） 2009[3]
- 文部科学大臣表彰若手科学者賞 2011[3]